# Новый век: Евангелион (манга)
«Новый век: Евангелион» (яп. 新世紀エヴァンゲリオン Синсэйки Эвангэрион, англ. Neon Genesis Evangelion) — манга Ёсиюки Садамото, изначально публиковавшаяся по частям в журнале Shonen Ace и впоследствии изданная Kadokawa Shoten в виде отдельных томов. Манга завершена в июне 2013 года. Было продано более 15 миллионов копий первых 10 томов. Сама манга среди читателей Anime News Network не получает более высокие оценки, чем сериал. Первый том манги был издан до начала выхода одноимённого сериала, однако второй и начало третьего тома публиковались параллельно с его трансляцией, а оставшиеся тома были опубликованы уже после завершения сериала. Сюжет был приближен к изначальным планам Gainax. Так, согласно манге, Рей участвует в первом бою с Ангелом, а характеры персонажей ближе к изначальным, например, Синдзи является отличником. В 11 томе появляются уже серьёзные сюжетные отличия: некоторые сцены из оригинального The End of Evangelion полностью переделаны, есть подробное, отличное от оригинала объяснение происхождения человечества и ангелов.
В 2020 году Kadokawa анонсировала коллекционное издание в 7 томах.
На русском языке лицензирована и выпущена издательством «Истари комикс» в коллекционном издании, повторяющем японское издание 2021 года.

## Описание
Согласно сюжету, мальчик Икари Синдзи вызывается в город-крепость Токио-3 своим отцом Гэндо Икари для пилотирования биоробота «Евангелион». Сначала он отказывается пилотировать Евангелион, но после того, как видит, что вместо него в Евангелион посадят тяжело раненую Рей Аянами и чтобы не позволить своему отцу называть себя трусом, соглашается занять место пилота. Таким образом, в целом сюжет манги повторяет сюжет сериала, но имеется ряд отличий. Так, если в сериале было 17 Ангелов (яп. 使徒 Сито, апостол), то в манге их число сокращено до двенадцати (число апостолов Христа), а Тодзи Судзухара, согласно сериалу, раненый при применении псевдопилота, по манге был псевдопилотом убит. Также гораздо чётче показана линия отношений главного героя аниме и манги Синдзи Икари и другого пилота Евангелиона Рей Аянами и значительно полнее раскрыты характеры персонажей. Так, например, только из манги можно узнать о прошлом Рёдзи Кадзи и причинах, по которым он стал шпионом. Встреча и отношения с Каору изменились, однако в конце Синдзи убивает его и не может забыть. Аска ведёт себя грубо, считая, что она особенная, вызывает неприятие окружающих, интересуется Кадзи, но он отказывает ей в близости, как и в оригинале.

## Издания
| № | Японский | Японский | Русский | Русский |
| № | Дата публикации | ISBN | Дата публикации | ISBN |
| --- | --- | --- | --- | --- |
| 1 | 29 августа 1995 года | ISBN 4-04-713115-6 | 26 августа 2022 года | ISBN 978-5-907340-31-2 |
| - Стадия 01: Нападение Ангела - Стадия 02: Новая встреча - Стадия 03: Ева-01, в бой! - Стадия 04: Молчание - Стадия 05: Видение в омуте света - Стадия 06: Я плачу                                                       | - Стадия 01: Нападение Ангела - Стадия 02: Новая встреча - Стадия 03: Ева-01, в бой! - Стадия 04: Молчание - Стадия 05: Видение в омуте света - Стадия 06: Я плачу                                                       | - Стадия 01: Нападение Ангела - Стадия 02: Новая встреча - Стадия 03: Ева-01, в бой! - Стадия 04: Молчание - Стадия 05: Видение в омуте света - Стадия 06: Я плачу                                                       | Главы, составившие данный том, публиковались в журнале Shonen Ace с февраля 1995 года по июль 1995 года.                                                                               | Главы, составившие данный том, публиковались в журнале Shonen Ace с февраля 1995 года по июль 1995 года.                                                                               |
| 2 | 5 марта 1996 года | ISBN 4-04-713132-6 | 26 августа 2022 года | ISBN 978-5-907340-31-2 |
| - Стадия 07: Запертое сердце - Стадия 08: Синдзи не в духе - Стадия 09: Испытание для фаната - Стадия 10: Мальчик и нож - Стадия 11: Блуждающее Третье Дитя - Стадия 12: Неловкая нежность                               | - Стадия 07: Запертое сердце - Стадия 08: Синдзи не в духе - Стадия 09: Испытание для фаната - Стадия 10: Мальчик и нож - Стадия 11: Блуждающее Третье Дитя - Стадия 12: Неловкая нежность                               | - Стадия 07: Запертое сердце - Стадия 08: Синдзи не в духе - Стадия 09: Испытание для фаната - Стадия 10: Мальчик и нож - Стадия 11: Блуждающее Третье Дитя - Стадия 12: Неловкая нежность                               | Главы, составившие данный том, публиковались в журнале Shonen Ace с августа 1995 года по февраль 1996 года                                                                             | Главы, составившие данный том, публиковались в журнале Shonen Ace с августа 1995 года по февраль 1996 года                                                                             |
| 3 | 29 октября 1996 года | ISBN 4-04-713165-2 | 26 августа 2022 года | ISBN 978-5-907340-32-9 |
| - Стадия 13: Белые шрамы - Стадия 14: Ненормальная комната - Стадия 15: Во что верят её алые глаза - Стадия 16: Брошенный - Стадия 17: Ночь перед решающей битвой - Стадия 18: Кровавая битва - Стадия 19: Луна во мраке | - Стадия 13: Белые шрамы - Стадия 14: Ненормальная комната - Стадия 15: Во что верят её алые глаза - Стадия 16: Брошенный - Стадия 17: Ночь перед решающей битвой - Стадия 18: Кровавая битва - Стадия 19: Луна во мраке | - Стадия 13: Белые шрамы - Стадия 14: Ненормальная комната - Стадия 15: Во что верят её алые глаза - Стадия 16: Брошенный - Стадия 17: Ночь перед решающей битвой - Стадия 18: Кровавая битва - Стадия 19: Луна во мраке | Главы, составившие данный том, публиковались в журнале Shonen Ace в 1996 году, в мартовском выпуске и с мая по октябрь                                                                 | Главы, составившие данный том, публиковались в журнале Shonen Ace в 1996 году, в мартовском выпуске и с мая по октябрь                                                                 |
| 4 | 17 октября 1997 года | ISBN 4-04-713197-0 | 26 августа 2022 года | ISBN 978-5-907340-32-9 |
| - Стадия 20: Аска прибывает в Японию - Стадия 21: Незваный гость - Стадия 22: Аска атакует - Стадия 23: Попробуй ещё раз - Стадия 24: Диссонанс - Стадия 25: Потанцуем? - Стадия 26: Два сердца бьются как одно          | - Стадия 20: Аска прибывает в Японию - Стадия 21: Незваный гость - Стадия 22: Аска атакует - Стадия 23: Попробуй ещё раз - Стадия 24: Диссонанс - Стадия 25: Потанцуем? - Стадия 26: Два сердца бьются как одно          | - Стадия 20: Аска прибывает в Японию - Стадия 21: Незваный гость - Стадия 22: Аска атакует - Стадия 23: Попробуй ещё раз - Стадия 24: Диссонанс - Стадия 25: Потанцуем? - Стадия 26: Два сердца бьются как одно          | Главы, составившие данный том, публиковались в журнале Shonen Ace в 1997 году, в январе, марте и с мая по сентябрь                                                                     | Главы, составившие данный том, публиковались в журнале Shonen Ace в 1997 году, в январе, марте и с мая по сентябрь                                                                     |
| 5 | 17 декабря 1999 года | ISBN 4-04-713311-6 | 12 декабря 2022 года | ISBN 978-5-907340-33-6 |
| - Стадия 27: Вечеринка - Стадия 28: О чём напоминают шрамы - Стадия 29: Надгробие - Стадия 30: Остановить кинетический удар! - Стадия 31: NERV обесточен - Стадия 32: Пучина правды - Стадия 33: Аквариум                | - Стадия 27: Вечеринка - Стадия 28: О чём напоминают шрамы - Стадия 29: Надгробие - Стадия 30: Остановить кинетический удар! - Стадия 31: NERV обесточен - Стадия 32: Пучина правды - Стадия 33: Аквариум                | - Стадия 27: Вечеринка - Стадия 28: О чём напоминают шрамы - Стадия 29: Надгробие - Стадия 30: Остановить кинетический удар! - Стадия 31: NERV обесточен - Стадия 32: Пучина правды - Стадия 33: Аквариум                | Главы, составившие данный том, публиковались в журнале Shonen Ace в 1998 году, в январе, марте, мае и в 1999 году с июля по октябрь                                                    | Главы, составившие данный том, публиковались в журнале Shonen Ace в 1998 году, в январе, марте, мае и в 1999 году с июля по октябрь                                                    |
| 6 | 15 декабря 2000 года | ISBN 4-04-713380-9 | 12 декабря 2022 года | ISBN 978-5-907340-33-6 |
| - Стадия 34: Четвёртый избранник - Стадия 35: За светом — тень - Стадия 36: Признание - Стадия 37: Подарок - Стадия 38: Перехват - Стадия 39: Система имитации - Стадия 40: Окрасив сумерки в чёрное…                    | - Стадия 34: Четвёртый избранник - Стадия 35: За светом — тень - Стадия 36: Признание - Стадия 37: Подарок - Стадия 38: Перехват - Стадия 39: Система имитации - Стадия 40: Окрасив сумерки в чёрное…                    | - Стадия 34: Четвёртый избранник - Стадия 35: За светом — тень - Стадия 36: Признание - Стадия 37: Подарок - Стадия 38: Перехват - Стадия 39: Система имитации - Стадия 40: Окрасив сумерки в чёрное…                    | Главы, составившие данный том, публиковались в журнале Shonen Ace в декабре 1999 года, с февраля по апрель 2000 года и с июля по ноябрь 2000 года                                      | Главы, составившие данный том, публиковались в журнале Shonen Ace в декабре 1999 года, с февраля по апрель 2000 года и с июля по ноябрь 2000 года                                      |
| 7 | 1 декабря 2001 года | ISBN 4-04-713469-4 | 12 декабря 2022 года | ISBN 978-5-907340-34-3 |
| - Стадия 41: Кулак - Стадия 42: Пепельное небо - Стадия 43: Допрос - Стадия 44: Искупление - Стадия 45: Сражайся как мужчина - Стадия 46: Пробуждение: Начало - Стадия 47: Пробуждение: Финал - Стадия 48: Исчезновение  | - Стадия 41: Кулак - Стадия 42: Пепельное небо - Стадия 43: Допрос - Стадия 44: Искупление - Стадия 45: Сражайся как мужчина - Стадия 46: Пробуждение: Начало - Стадия 47: Пробуждение: Финал - Стадия 48: Исчезновение  | - Стадия 41: Кулак - Стадия 42: Пепельное небо - Стадия 43: Допрос - Стадия 44: Искупление - Стадия 45: Сражайся как мужчина - Стадия 46: Пробуждение: Начало - Стадия 47: Пробуждение: Финал - Стадия 48: Исчезновение  | Главы, составившие данный том, публиковались в журнале Shonen Ace в 2001 году в январе, феврале, с мая по август и с октября по декабрь                                                | Главы, составившие данный том, публиковались в журнале Shonen Ace в 2001 году в январе, феврале, с мая по август и с октября по декабрь                                                |
| 8 | 19 декабря 2002 года | ISBN 4-04-713529-1 | 12 декабря 2022 года | ISBN 978-5-907340-34-3 |
| - Стадия 49: Поцелуй - Стадия 50: Глубже в сердце… - Стадия 51: Мать - Стадия 52: Воспоминания - Стадия 53: Светящийся гигант - Стадия 54: Рождение NERV - Стадия 55: Сообщение - Стадия 56: Ревность                    | - Стадия 49: Поцелуй - Стадия 50: Глубже в сердце… - Стадия 51: Мать - Стадия 52: Воспоминания - Стадия 53: Светящийся гигант - Стадия 54: Рождение NERV - Стадия 55: Сообщение - Стадия 56: Ревность                    | - Стадия 49: Поцелуй - Стадия 50: Глубже в сердце… - Стадия 51: Мать - Стадия 52: Воспоминания - Стадия 53: Светящийся гигант - Стадия 54: Рождение NERV - Стадия 55: Сообщение - Стадия 56: Ревность                    | Главы, составившие данный том, публиковались в журнале Shonen Ace в 2002 году с февраля по апрель, а также в июне, июле и с сентября по ноябрь                                         | Главы, составившие данный том, публиковались в журнале Shonen Ace в 2002 году с февраля по апрель, а также в июне, июле и с сентября по ноябрь                                         |
| 9 | 23 апреля 2004 года | ISBN 4-04-713618-2 | 12 декабря 2022 года | ISBN 978-5-907340-35-0 |
| - Стадия 57: Пятое Дитя - Стадия 58: Отказ - Стадия 59: Гордость - Стадия 60: Кукла - Стадия 61: Копьё Лонгина - Стадия 62: Дистанция - Стадия 63: Ответный огонь                                                        | - Стадия 57: Пятое Дитя - Стадия 58: Отказ - Стадия 59: Гордость - Стадия 60: Кукла - Стадия 61: Копьё Лонгина - Стадия 62: Дистанция - Стадия 63: Ответный огонь                                                        | - Стадия 57: Пятое Дитя - Стадия 58: Отказ - Стадия 59: Гордость - Стадия 60: Кукла - Стадия 61: Копьё Лонгина - Стадия 62: Дистанция - Стадия 63: Ответный огонь                                                        | Главы, составившие данный том, публиковались в журнале Shonen Ace в феврале, апреле, июне, сентябре, ноябре и декабре 2003 года и в феврале 2004 года.                                 | Главы, составившие данный том, публиковались в журнале Shonen Ace в феврале, апреле, июне, сентябре, ноябре и декабре 2003 года и в феврале 2004 года.                                 |
| 10 | 23 марта 2006 года | ISBN 4-04-713800-1 | 12 декабря 2022 года | ISBN 978-5-907340-35-0 |
| - Стадия 64: Слёзы - Стадия 65: Стать одним целым - Стадия 66: Не слышен сердца зов - Стадия 67: Ненормальная ночь - Стадия 68: Переплетение - Стадия 69: Грязная кровь - Стадия 70: Многократное ничто                  | - Стадия 64: Слёзы - Стадия 65: Стать одним целым - Стадия 66: Не слышен сердца зов - Стадия 67: Ненормальная ночь - Стадия 68: Переплетение - Стадия 69: Грязная кровь - Стадия 70: Многократное ничто                  | - Стадия 64: Слёзы - Стадия 65: Стать одним целым - Стадия 66: Не слышен сердца зов - Стадия 67: Ненормальная ночь - Стадия 68: Переплетение - Стадия 69: Грязная кровь - Стадия 70: Многократное ничто                  | Главы, составившие данный том, публиковались в журнале Shonen Ace в феврале, апреле, июне, августе, октябре и декабре 2005 года и в январе 2006 года.                                  | Главы, составившие данный том, публиковались в журнале Shonen Ace в феврале, апреле, июне, августе, октябре и декабре 2005 года и в январе 2006 года.                                  |
| 11 | 19 июня 2007 года | ISBN 4-04-713934-3 | 4 апреля 2023 года | ISBN 978-5-907340-36-7 |
| - Стадия 71: Потомки Адама - Стадия 72: Последний посланник - Стадия 73: Дойдя до черты - Стадия 74: Отпечатки на ладони - Стадия 75: Душа не на месте - Стадия 76: Последний враг                                       | - Стадия 71: Потомки Адама - Стадия 72: Последний посланник - Стадия 73: Дойдя до черты - Стадия 74: Отпечатки на ладони - Стадия 75: Душа не на месте - Стадия 76: Последний враг                                       | - Стадия 71: Потомки Адама - Стадия 72: Последний посланник - Стадия 73: Дойдя до черты - Стадия 74: Отпечатки на ладони - Стадия 75: Душа не на месте - Стадия 76: Последний враг                                       | Главы, составившие данный том, публиковались в журнале Shonen Ace в 2006 году в июне, августе, октябре и декабре. Также он публиковался в том же журнале в 2007 году, с января по март | Главы, составившие данный том, публиковались в журнале Shonen Ace в 2006 году в июне, августе, октябре и декабре. Также он публиковался в том же журнале в 2007 году, с января по март |
| 12 | 3 апреля 2010 года | ISBN 978-4-04-715420-9 | 4 апреля 2023 года | ISBN 978-5-907340-36-7 |
| - Стадия 77: Геноцид - Стадия 78: Отец и сын - Стадия 79: Назначенный час - Стадия 80: Нежданная встреча - Стадия 81: Враг с небес - Стадия 82: Последнее указание - Стадия 83: Отклик                                   | | | | |
| 13 | 2 ноября 2012 года | ISBN 978-4-04-120355-2 | 4 апреля 2023 года | ISBN 978-5-907340-37-4 |
| - Стадия 84: Призыв - Стадия 85: Предательство - Стадия 86: Начало церемонии - Стадия 87: Отказ - Стадия 88: Чёрная Луна - Стадия 89: Лицом к лицу - Стадия 90: Воспомнить лето                                          | | | | |
| 14 | 20 ноября 2014 года | ISBN 978-4-04-101931-3 | 4 апреля 2023 года | ISBN 978-5-907340-37-4 |
| - Стадия 91: Куда возвращается свет - Стадия 92: День рождения - Стадия 93: Море жизни - Стадия 94: Ладони - Стадия 95: Спасибо ∞ Прощай - Последняя стадия: В путь - Добавочная стадия: Эдем в цветах лета              | | | | |